# Równanie własne
Równanie własne (wiekowe) – równanie liniowe zapisane w postaci
{\displaystyle \mathbb {A} \mathbf {x} =\lambda \mathbf {x} ,}
gdzie:
{\displaystyle \mathbb {A} } – dana macierz kwadratowa,
{\displaystyle \mathbf {x} } – szukany wektor (tzw. wektor własny),
{\displaystyle \lambda } – szukana liczba (tzw. wartość własna).
Dla macierzy skończenie wymiarowych nad ciałem liczb zespolonych zawsze istnieje przynajmniej jedno rozwiązanie tego równania. Dla macierzy symetrycznych lub hermitowskich o n kolumnach i n wierszach zawsze istnieje n liniowo niezależnych wektorów własnych.
Zagadnienie znalezienia rozwiązania równania własnego, czyli tzw. zagadnienie własne, pojawia się często w fizyce jako problem matematyczny, przy czym w fizyce klasycznej dotyczy problemów liniowych. Także problemy nieliniowe często można przybliżyć tak, by otrzymać układy równań liniowych. Np. układ równań ruchu układu dynamicznego można przybliżyć do układów równań liniowych, jeżeli ograniczy się ruch układu do małych drgań wokół położenia równowagi.
Podobnie równania własne pojawiają się w mechanice kwantowej: wielkościom fizycznym przypisuje się operatory zgodnie z tzw. zasadą kwantowania (np. operator Hamiltona), działające na wektory stanu w przestrzeni Hilberta. Zbiór możliwych wyników pomiaru danej wielkości fizycznej {\displaystyle A} otrzymuje się rozwiązując tzw. równanie własne operatora {\displaystyle {\hat {A}},} przypisanego do wielkości mierzonej, działającego na wektor stanu w przestrzeni Hilberta {\displaystyle |\psi \rangle }
{\displaystyle {\hat {A}}|\psi \rangle =\lambda |\psi \rangle .}
Ponieważ operatory mechaniki kwantowej są operatorami liniowymi, dlatego wybierając bazę przestrzeni Hilberta można je przedstawić w postaci macierzy, a wektor stanu w postaci wektora. Powyższe równanie przyjmuje więc postać równania własnego.

## Równanie własne w mechanice klasycznej
W mechanice klasycznej równanie własne występuje np. w zagadnieniu wyznaczenia tzw. modów własnych układu, czyli drgań harmonicznych, jakie może wykonywać układ. Drgania rzeczywistych układów fizycznych można traktować jako ruch harmoniczny lub złożenie ruchów harmonicznych, gdy ograniczy się do przypadku tzw. małych drgań, czyli drgań w pobliżu położenia równowagi układu. Np. drganie wahadła prostego dla dużych kątów wychylenia od położenia równowagi nie jest drganiem harmonicznym prostym, ale drganie o amplitudzie kątowej nie przekraczającej 5° jest z dobrym przybliżeniem drganiem harmonicznym.
Niech układ drgający posiada N stopni swobody, co oznacza, że jego stan opisany jest przez N współrzędnych uogólnionych tworzących wektor {\displaystyle x=[x_{1},\dots ,x_{i},\dots ,x_{N}].} Jeżeli układ ten wykonuje drgania w pobliżu punktu równowagi {\displaystyle {\bar {x}}=[{\bar {x}}_{1},\dots ,{\bar {x}}_{i},\dots ,{\bar {x}}_{N}],} to w położeniu tym energia potencjalna układu ma minimum.
Oznacza to, że pochodne cząstkowe energii obliczone w punkcie równowagi zerują się
{\displaystyle \left.{\frac {\partial V(x)}{\partial x_{i}}}\right|_{x={\bar {x}}}=0,\quad i=1,\dots ,N.}
Energię potencjalną {\displaystyle V(x)} można rozwinąć w szereg wokół {\displaystyle {\bar {x}}} rozwijając w szereg Taylora, przyjmując {\displaystyle x={\bar {x}}+y,} gdzie, {\displaystyle y=[y_{1},\dots ,y_{i},\dots ,y_{N}]} jest wektorem przemieszczenia układu od położenia równowagi:
{\displaystyle V({\bar {x}}+y)=V({\bar {x}})+\left.\sum _{i}{\frac {\partial V(x)}{\partial x_{i}}}\right|_{x={\bar {x}}}\!\!\!\!\!\!\!\!\!\!\cdot y_{i}+\sum _{i,j}\left.{\frac {1}{2}}{\frac {\partial ^{2}V}{\partial x_{i}\partial x_{j}}}\right|_{x={\bar {x}}}\!\!\!\!\!\!\!\!\cdot y_{i}y_{j}+\ldots .}
W powyższym wzorze drugi wyraz zeruje się. Ograniczając się do małych przemieszczeń w pobliżu punktu {\displaystyle {\bar {x}}} powyższy wzór przybliża się do trzeciego wyrazu rozwinięcia
{\displaystyle V(x)\approx V({\bar {x}})+{\frac {1}{2}}\sum \limits _{i,j}{\frac {\partial ^{2}V(x)}{\partial y_{i}\partial y_{j}}}{\bigg |}_{x={\bar {x}}}y_{i}y_{j}.}
Rozważając dla prostoty zapisu przypadek układu o N=2 stopniach swobody i wybierając zero energii potencjalnej w punkcie równowagi, {\displaystyle V({\bar {x}})=0,} powyższy wzór można zapisać w postaci:
{\displaystyle V(y_{1},y_{2})\approx \sum \limits _{i,j=1,2}k_{ij}\,y_{i}\,y_{j}=k_{11}\,y_{1}^{2}+k_{12}\,y_{1}\,y_{2}+k_{21}\,y_{2}\,y_{1}+k_{22}\,y_{2}^{2},}
gdzie {\displaystyle k_{ij}={\frac {1}{2}}{\frac {\partial ^{2}V(x)}{\partial y_{i}\partial y_{j}}}{\bigg |}_{x={\bar {x}}}} są stałymi wielkościami, {\displaystyle y=[y_{1},y_{2}]} jest wektorem przemieszczenia układu od położenia równowagi. Równania ruchu dla mają postać:
{\displaystyle m{\ddot {y}}_{1}(t)=-{\frac {\partial V}{\partial y_{1}}},}
{\displaystyle m{\ddot {y}}_{2}(t)=-{\frac {\partial V}{\partial y_{2}}},}
gdzie m – masa punktu drgającego. Podstawiając wyrażenia na energię potencjalną do powyższych równań otrzymuje się:
{\displaystyle {\ddot {y}}_{1}(t)=-2k_{11}y_{1}-k_{12}y_{2},}
{\displaystyle {\ddot {y}}_{2}(t)=-k_{21}y_{1}-2k_{22}y_{2}.}
Powyższy układ równań różniczkowych ma rozwiązania w postaci drgań harmonicznych. Zakładając rozwiązania w postaci:
{\displaystyle \mathbf {y} ={\begin{bmatrix}y_{1}(t)\\y_{2}(t)\end{bmatrix}},}
{\displaystyle y_{1}(t)=A\exp(i\omega t),}
{\displaystyle y_{2}(t)=A\exp(i\omega t),}
otrzymuje się układ równań liniowych, który rozwiązuje się metodami algebraicznymi.

## Równanie własne w mechanice kwantowej
Równanie własne odgrywa podstawową rolę w mechanice kwantowej, gdzie wielkościom fizycznym przypisuje się operatory zgodnie z tzw. zasadą kwantowania (np. operator Hamiltona), działające na wektory stanu w przestrzeni Hilberta. Zbiór możliwych wyników danej wielkości fizycznej {\displaystyle A} otrzymuje się rozwiązując zagadnienie własne operatora {\displaystyle {\hat {A}},} przypisanego do wielkości fizycznej, działającego na wektory stanu w przestrzeni Hilberta
{\displaystyle {\hat {A}}|\psi \rangle =\lambda |\psi \rangle ,}
gdzie:
{\displaystyle {\hat {A}}} – dany operator,
{\displaystyle |\psi \rangle } – szukany wektor własny operatora,
{\displaystyle \lambda } – szukana wartość własna operatora.
Operatory mechaniki kwantowej są operatorami liniowymi, dlatego wybierając bazę przestrzeni Hilberta można je przedstawić w postaci macierzy, a wektor stanu w postaci macierzy o jednej kolumnie. Powyższe równanie przyjmuje więc w wybranej bazie postać równania własnego
{\displaystyle \mathbb {A} \mathbf {x} =\lambda \mathbf {x} ,}
gdzie:
{\displaystyle \mathbb {A} } – macierz kwadratowa, za pomocą której przedstawiony jest operator,
{\displaystyle \mathbf {x} } – szukany wektor własny, zapisany za pomocą współrzędnych w wybranej bazie.

### Równanie Schrödingera jako równanie własne
W 1926 r. Schrödinger opublikował cztery artykuły pod wspólnym tytułem Quantisierung als Eigenwertproblem (tzn. Kwantowanie jako problem wartości własnych), przedstawiając metodę znajdowania dozwolonych stanów i energii układu fizycznego. W ujęciu tym równanie Schrödingera w tzw. postaci niezależnej od czasu ma postać równania własnego hamiltonianu {\displaystyle {\hat {H}}} (tj. operatora energii):
{\displaystyle {\hat {H}}\psi _{E}=E\psi _{E}.}
Hamiltonian jest operatorem różniczkowym zależnym od rodzaju rozpatrywanego układu, {\displaystyle E} jest energią układu, a {\displaystyle |\psi _{E}\rangle } – wektorem stanu układu, gdy posiada on energię {\displaystyle E.}
Rozwiązanie powyższego równania pozwala znaleźć zarówno możliwe wektory własne, jak i wartości własne energii. W zależności od układu zbiór rozwiązań może być ciągły (wtedy energia E może przyjmować wartości z pewnego przedziału liczb rzeczywistych) lub dyskretny (wtedy energia może przyjmować ściśle określone wartości E1, E2, E3,...).
W szczególności dla stanów związanych (np. atomu wodoru) otrzymujemy dyskretny zestaw rozwiązań, które oznacza się za pomocą dyskretnych liczb kwantowych {\displaystyle n,l,m,s,m_{s}} itp.